# GNOME Terminal
GNOME Terminal est l'émulateur de terminal qui permet à l'utilisateur l'accès à une interface en ligne de commande de type Unix depuis l'environnement de bureau GNOME.
Le terminal GNOME possède presque toutes les fonctionnalités de xterm. En témoigne le support de la coloration du texte : exemple avec la commande ls --color=auto. La gestion de la souris est particulièrement appréciée pour les applications ncurses. De plus, la plupart des caractères d'échappements xterm sont gérés.

## Fonctionnalités
Le terminal GNOME propose également :
- la détection des URL (les liens sont cliquables) ;
- les anciennes versions supportaient la transparence (véritable ou composite) ;
- la gestion des onglets ;
- le glissé-déposé (glisser un fichier dans la fenêtre affiche son chemin au bout de la ligne courante).